# Hincksinoflustra denticulata
Hincksinoflustra denticulata är en mossdjursart som först beskrevs av Busk 1852.  Hincksinoflustra denticulata ingår i släktet Hincksinoflustra och familjen Flustridae. Utöver nominatformen finns också underarten H. d. brevimandibulata.